# 伊维卡·瓦斯蒂奇
伊维卡·瓦斯蒂奇（Ivica Vastić，1969年9月29日—），是一名前奥地利职业足球运动员，出生于克罗地亚（前南斯拉夫），职业生涯中主要司职前锋，到后期则出任中场攻击组织。
2008年6月12日，已经38岁零8个月的瓦斯蒂奇在欧锦赛小组赛攻入一个点球，一度成为欧锦赛决赛阶段历史上年龄最大的进球者，直至该记录于2024年被卢卡·莫德里奇打破。